# 이다영 (1992년)
이다영(1992년 9월 29일 ~ )은 대한민국의 배구 선수이다.

## 학력
- 경남여자중학교
- 경남여자고등학교

## 경력
- 2013 한국도로공사 하이패스제니스 배구단